# Gigant z Cardiff

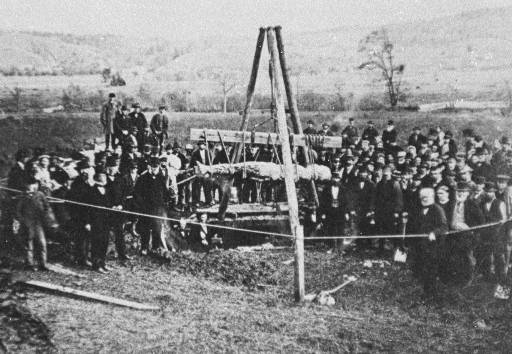
„Ekshumacja” Giganta z Cardiff

Gigant z Cardiff – fałszywe znalezisko przedstawiające mierzącego 3 metry wysokości człowieka, będące jednym z najbardziej znanych  fałszerstw w nowożytnej historii.
16 października 1869 roku pracownicy wykonujący studnię na farmie Williama Newella w Cardiff w stanie Nowy Jork natrafili na formę przypominającą olbrzymią ludzką stopę. Kontynuując prace odkopali skamieniałe ciało 3-metrowego olbrzyma. Znalezisko szybko odbiło się szerokim echem, twierdzono, że są to szczątki przedpotopowego biblijnego giganta. Pomimo opinii archeologów jednoznacznie kwestionujących autentyczność znaleziska, „gigant” zyskał sobie szereg obrońców. Właściciel ziemi, William Newell, dostrzegając okazję do wzbogacenia się, kilka dni po odkryciu rozstawił nad wykopaliskiem namiot i zaczął pobierać opłaty od ściągających turystów.
Żywot mistyfikacji był krótki. 10 grudnia 1869 roku jej autor, George Hull, ujawnił szczegóły oszustwa. Hull był ateistą i zainspirowany kłótnią z pewnym człowiekiem broniącym dosłownej interpretacji Księgi Rodzaju postanowił zadrwić z jego poglądów. Zakupił blok gipsu, zapłacił dwóm rzeźbiarzom za jego wymodelowanie, a następnie zakopał na farmie swojego kuzyna Newella, wtajemniczonego w całą sprawę. Po roku wynajęci robotnicy dokonali przypadkowego „odkrycia” giganta.
Po wyjściu mistyfikacji na jaw, rzeźba została sprzedana za 37,5 tys. dolarów i znalazła się na wystawie w muzeum w Nowym Jorku.